# Абрагамсон, Вернер Ганс Фридрих
Вернер Ганс Фридрих Абрагамсон (дат. Werner Hans Frederik Abrahamson; 1744—1812) — датский писатель и этнограф. Масон.

## Биография
Родился 10 апреля 1744 года в Шлезвиге в немецкоговорящей семье. Его отец — Johann Benjamin A. (d' Abranson; 1701—1744), был капитаном пехотного полка земли Шлезвиг-Гольштейн.
С 1758 года учился в Копенгагене. В 1762 году поступил прапорщиком в пехотный полк в Рендсбурге. Через полтора года он получил звание младшего лейтенанта, а с 1767 года продолжал службу в Копенгагене. В 1771 году он стал преподавать в Копенгагенской артиллерийской школе; читал немецкий и датский языки, стилистику, географию и историю. Причём стал читать лекции на датском языке, хотя до него использовался только немецкий язык. В 1780 году он стал также преподавать в Сухопутной кадетской академии — философию, точные науки, немецкий и датский языки. В артиллерийском училище он преподавал до 1806 года, в кадетской академии — до 1810 года. В 1786 году был произведён в штабс-капитаны; в 1809 году получил орден Данеброг.
С 14 февраля 1770 года состоял в масонской ложе Джошуа в Коллинге.
Занимался также литературной деятельностью; с 1775 года был членом Det danske Litteratur-Skelab, а с 1782 года — Det norske Videnskabernes Selskab; был членом комиссии по сохранению памятников старины в Дании. Изучал руны, средневековую литературу и собирал народные песни. Получил особенную известность изданным им (вместе с Нирупом и К. Л. Рабеком собранием старинных народных датских песен «Udwaigte danske Viser fra Middelalderen» (в 5 т. — Копенгаген, 1812—1814). Публикации его исследований сейчас в значительной степени устарели, но часто упоминаются. 
В 1812 году он опубликовал пособие по датскому языку для немцев Dänische Sprachlehre für Deutsche.
Умер 22 сентября 1812 года в Копенгагене.
С 28 апреля 1744 года был женат на Бенедикте Розине Мари Роте (1761—1830), с которой не имел детей.